# 馬逢
馬逢（?—?），字不詳，稷州扶風（今陝西省扶風縣）人。
貞元五年（789年）盧頊榜進士。二十年，官盩厔尉。憲宗元和年間，為咸陽縣尉。後為大理評事。元和八年，以殿中侍御史充任荊南節度使從事。《全唐詩》存其詩五首。